# Ахурянский район
Ахурянский район — административно-территориальная единица в составе Армянской ССР и Армении, существовавшая в 1937—1995 годах. Административный центр — Ахурян.

## История
Район был образован в 1937 году под названием Дузкендский район. В 1945 году переименован в Ахурянский район. 
Упразднён в 1995 году при переходе Армении на новое административно-территориальное деление, став частью Ширакской области.

## География
На 1 января 1948 года территория района составляла 577 км². 

## Административное деление
По состоянию на 1948 год район включал 28 сельсоветов: Азатанский, Айгабацкий, Айкаванский, Арапинский, Аревикский, Арихвалинский, Ахурикский, Ахурянский, Ацикский, Баяндурский, Бениаминский, Ваграмабердский, Воскеаскский, Геткский, Джаджурский, Еразгаворский, Камоинский, Капсский, Карибджанянский, Карнутский, Кетинский, Мансянский, Мармашенский, Мец-Сариарский, Мусаелянский, Овитский, Ширакский.

## Археология
В общине Карнут обнаружили городище и некрополь куро-араксской культуры (ранний бронзовый век).